# Idrosolfuro di ammonio
L'idrosolfuro di ammonio è un composto chimico di formula NH4SH; è il sale derivato dal catione ammonio e dall'anione idrosolfuro. Altamente solubile in acqua, in soluzione acquosa tuttavia dissocia parzialmente. Il composto si incontra prevalentemente in soluzione, raramente in forma salina; è un cospicuo agente corrosivo nelle raffinerie petrolchimiche.

## Preparazione
L'idrosolfuro di ammonio si ottiene facendo passare l'acido solfidrico in un eccesso di ammoniaca, la cui reazione dà luogo a dei cristalli incolori, micacei di idrosolfuro di ammonio.
L'idrosolfuro di ammonio è commercialmente disponibile come soluzione acquosa, anche se è piuttosto costoso. Può anche essere preparato facendo passare acido solfidrico gassoso attraverso una soluzione molto concentrata di ammoniaca, scaldando leggermente il pallone in cui si fa avvenire la reazione.

## Storia
Una relazione del 1895 di W. P. Bloxam come facendo passare dell'acido solfidrico in una soluzione acquosa concentrata di ammoniaca a temperatura ordinaria dia (NH4)2S·2NH4HS, la quale, dopo un raffreddamento sino alla temperatura di 0 °C e l'aggiunta di un'ulteriore quantità di acido, dà (NH4)2S·12NH4HS.
Secondo quanto scritto nella relazione di Bloxam, vi possono essere isolati diversi polisolfuri complessi di ammonio; tali composti si originano per aggiunta di zolfo elementare alla soluzione:
{\displaystyle {\ce {2 (NH4)SH + 1/2 S8 <=> (NH4)2S4 + H2S}}}

## Fiale puzzolenti
Una comune "fiala puzzolente" (stinky bomb) è costituita da una soluzione acquosa di idrosolfuro di ammonio, sigillato all'interno di una fiala di vetro. Quando essa viene rotta, i gas di ammoniaca ed acido solfidrico, che hanno ambedue un forte odore sgradevole, sono rilasciati dalla soluzione secondo il seguente equilibrio:
{\displaystyle {\ce {(NH4)SH <=> NH3 + H2S}}}

## Diffusione sui pianeti giganti gassosi
In aggiunta ad acqua e ammoniaca, le nubi nell'atmosfera dei pianeti giganti gassosi contengono idrosolfuro di ammonio; il colore rosso-brunastro delle nubi che sono state esposte per lungo tempo ai raggi solari è infatti attribuito alla presenza di polisolfuri.